# 24 Korpus Pancerny (ZSRR)

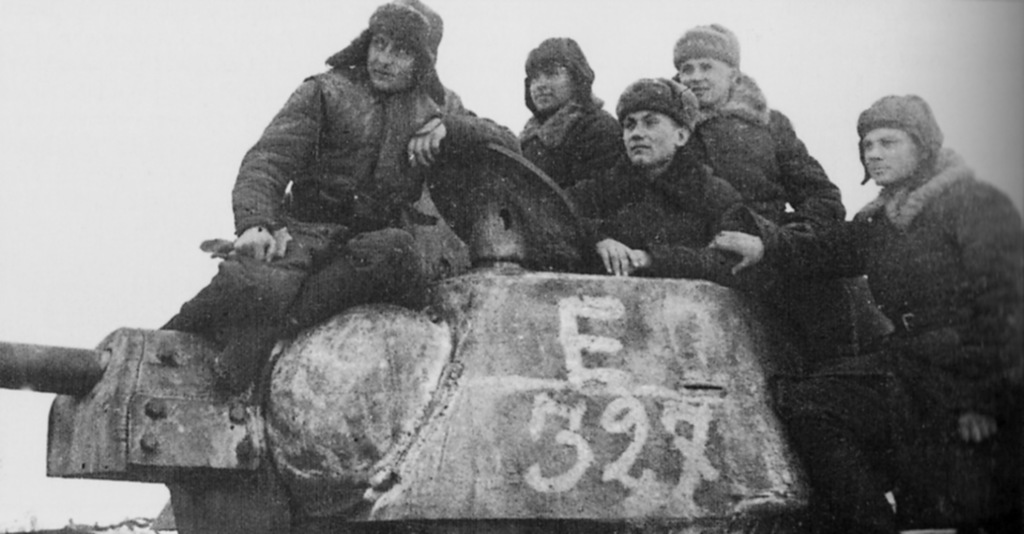
Czołgiści z 24 Korpusu Pancernego. Stalingrad, grudzień 1942.

24 Korpus Pancerny (ros. 24-й танковый корпус) – jednostka pancerna Armii Czerwonej z okresu II wojny światowej.
24 Korpus Pancerny (24 KPanc.) sformowany został rozkazem z 17 kwietnia 1942. Miał na wyposażeniu 141 czołgów i był podporządkowany Frontowi Briańskiemu. Następnie został przemianowany na 2 Gwardyjski Korpus Pancerny.

## Dowództwo korpusu
Dowódcy: 
- gen. mjr Wasilij Badanow[4] (19.04.1942 - 26.12.1942)[1].

Szefowie sztabu:
- płk Aleksiej Burdiejny (00.04.1942 - 26.12.1942)[1].

## Struktura organizacyjna
- 4 Brygada Pancerna,
- 2 Brygada Pancerna,
- 54 Brygada Pancerna,
- 24 Brygada Piechoty Zmotoryzowanej[1].